# Red Bull RB1
Chronologie des modèles (2005)
Aucun Red Bull RB2
La Red Bull RB1 est la monoplace de l'écurie Red Bull Racing de Formule 1 engagée en championnat du monde de Formule 1 2005. Elle est présentée le 7 février 2005 lors d'essais privés sur le circuit de Jerez.

## Historique

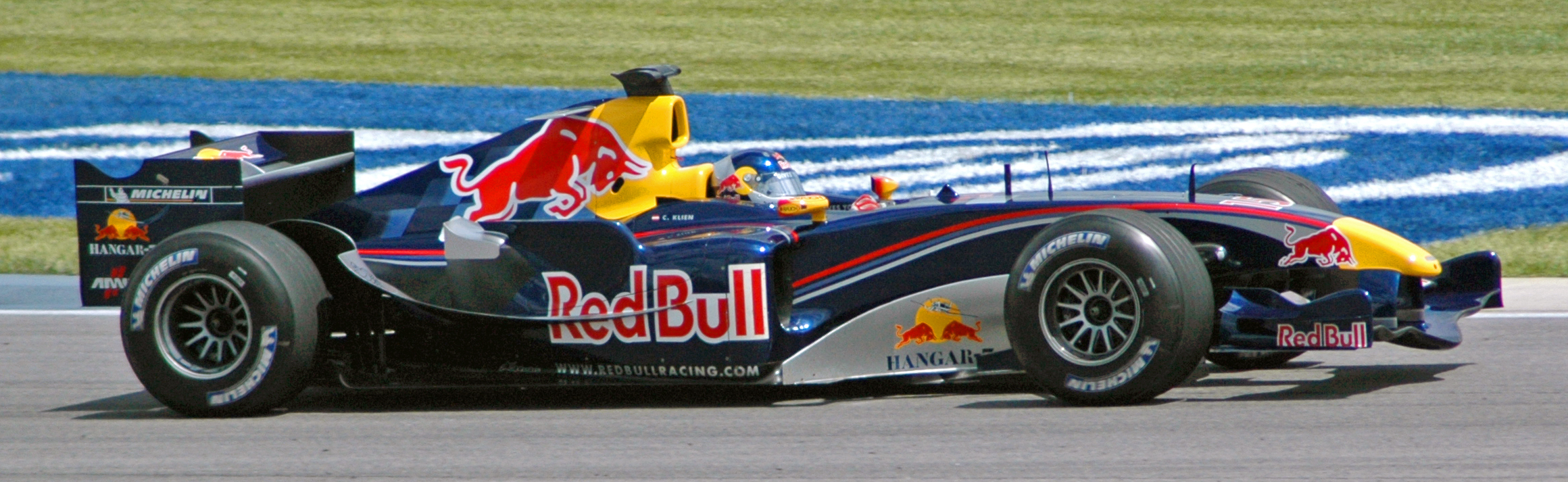
La Red Bull RB1 de Christian Klein lors des essais du Grand Prix des États-Unis 2005.

Red Bull ayant racheté Jaguar Racing, la voiture a été conçue par les ingénieurs de Jaguar à partir de la Jaguar R5 de 2004. Le moteur est toujours un Cosworth et les pneumatiques des Michelin,. La conception reste très classique hormis un aileron avant particulièrement travaillé et des évolutions notables de l'aérodynamique. Elle est pilotée par Christian Klien, chez Jaguar la saison précédente, et l'expérimenté David Coulthard, en provenance de McLaren.
L'écurie obtient notamment deux quatrièmes places (en Australie et en Europe), une cinquième place (en Chine), et deux sixièmes places (en Malaisie et au Japon), et si elle termine la saison à la septième place du championnat constructeurs, poursuivant la série de Jaguar en 2002, 2003 et 2004, elle inscrit 34 points au cours de la saison, soit presque autant que sur la totalité de ces trois saisons. Elle échoue quatre points derrière BAR.

## Résultats en championnat du monde de Formule 1

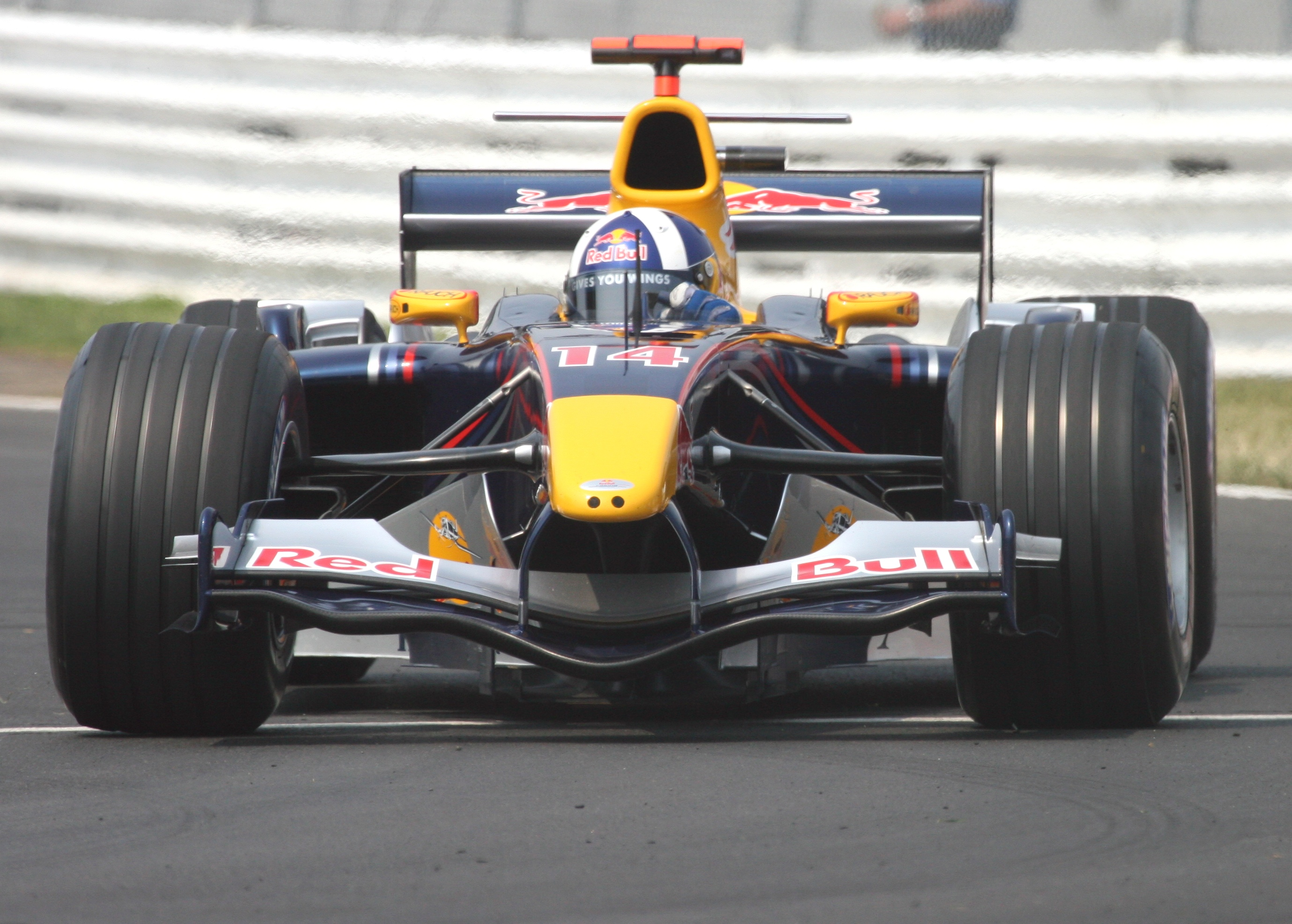
L'avant de la Red Bull RB1.

| Saison | Écurie          | Moteur              | Pneus    | Pilotes           | Courses | Courses | Courses | Courses | Courses | Courses | Courses | Courses | Courses | Courses | Courses | Courses | Courses | Courses | Courses | Courses | Courses | Courses | Courses | Points inscrits | Classement |
| Saison | Écurie          | Moteur              | Pneus    | Pilotes           | 1       | 2       | 3       | 4       | 5       | 6       | 7       | 8       | 9       | 10      | 11      | 12      | 13      | 14      | 15      | 16      | 17      | 18      | 19      | Points inscrits | Classement |
| ------ | --------------- | ------------------- | -------- | ----------------- | ------- | ------- | ------- | ------- | ------- | ------- | ------- | ------- | ------- | ------- | ------- | ------- | ------- | ------- | ------- | ------- | ------- | ------- | ------- | --------------- | ---------- |
| 2005   | Red Bull Racing | Cosworth V10 TJ2005 | Michelin |                   | AUS     | MAL     | BAH     | SMR     | ESP     | MON     | EUR     | CAN     | USA     | FRA     | GBR     | ALL     | HON     | TUR     | ITA     | BEL     | BRÉ     | JAP     | CHI     | 34              | 7e         |
| 2005   | Red Bull Racing | Cosworth V10 TJ2005 | Michelin | David Coulthard   | 4e      | 6e      | 8e      | 11e     | 8e      | Abd     | 4e      | 7e      | Np      | 10e     | 13e     | 7e      | Abd     | 7e      | 15e     | Abd     | Abd     | 6e      | 9e      | 34              | 7e         |
| 2005   | Red Bull Racing | Cosworth V10 TJ2005 | Michelin | Christian Klien   | 7e      | 8e      | Abd     |         |         |         |         | 8e      | Np      | Abd     | 15e     | 9e      | Abd     | 8e      | 13e     | 9e      | 9e      | 9e      | 5e      | 34              | 7e         |
| 2005   | Red Bull Racing | Cosworth V10 TJ2005 | Michelin | Vitantonio Liuzzi |         |         |         | 8e      | Abd     | Abd     | 9e      |         |         |         |         |         |         |         |         |         |         |         |         | 34              | 7e         |

Légende : ici 